# Philippe Person
Pour les articles homonymes, voir Person.
Philippe Person est un dramaturge, metteur en scène, comédien et directeur de théâtre. Il a dirigé le Théâtre Lucernaire, à Paris, de 2009 à 2015. Après avoir quitté la direction, il a créé, au sein de ce même lieu l'école de théâtre professionnelle du Lucernaire.

## Biographie
Après avoir travaillé sous la direction de Philippe Honoré, Stéphane Auvray-Nauroy, Catherine Beau ... il crée la Compagnie Philippe Person. Après trois créations originales, il alterne le travail sur les classiques, sur les auteurs contemporains et sur les adaptations d’œuvres littéraires au théâtre (avec son compère de toujours Philippe Honoré). Il a mis en scène tous les spectacles de la compagnie.
Ses pièces ont été très souvent représentées au Théâtre Lucernaire dont il prendra la direction de 2009 à 2015.
La compagnie Philippe Person est régulièrement présente pendant le festival d'Avignon (Théâtre du Balcon, Le Chien qui Fume, Le Théâtre des Carmes, Le Petit Chien,..). Cette Compagnie, "libre et indépendante", a créé plus de vingt spectacles représentées partout en France, en Europe et dans les Doms.
Parallèlement à ces activités de comédien et de metteur en scène, il crée une école professionnelle au sein du Théâtre Lucernaire qui forme en deux ans les élèves comédiens.

## Mises en scène de théâtre
- 1993 : Le Ticket du pressing, coécrit avec Pascal Thoreau
- 1994 : Collet-Monté, d'Élisabeth Gentet
- 1995 : Manger, d'Élisabeth Gentet
- 1996 : Avorter, de Philippe Person et Nathalie Feyt
- 1998 : Tout sauf aimer, de Philippe Person
- 1999 : Esther, de Jean Racine
- 2002 : Manger, chapitre 2, d'Élisabeth Gentet
- 2002 : L’Enfer des Plaisirs, d’après des textes de l’Enfer de la B.N.
- 2008 : La Quittance du diable de Alfred de Musset
- 2003 : L’Euphorie perpétuelle, d'après Pascal Bruckner
- 2004 : Angelo, Tyran de Padoue, de Victor Hugo
- 2006 : Linge Sale, de Jean-Claude Grumberg
- 2007 : Délivrez Proust, d'après Marcel Proust, de Philippe Honoré
- 2007 : La Pèlerine écossaise, de Sacha Guitry
- 2008 : Quadrille de Sacha Guitry
- 2008 : Les sœurs Jacques, folles des frères.
- 2008 : Beaucoup de bruit pour rien, de William Shakespeare
- 2008 : L'Euphorie perpétuelle 2 d'après Pascal Bruckner, de Philippe Honoré
- 2009 : Misérables, d'après Victor Hugo, adapté par Philippe Honoré
- 2011 : L'importance d'être Wilde, d'après la vie et l'œuvre d'Oscar Wilde, de Philippe Honoré
- 2013 : Maupassant(e)s, d'après l’œuvre et la vie de Guy de Maupassant de Philippe Honoré
- 2014 : Les enfants du paradis, d'après Jacques Prévert, adapté par Philippe Honoré
- 2015 : Le Journal d'une femme de chambre, d'après Octave Mirbeau, adapté par Philippe Honoré
- 2016 : Une maison de poupée, de Henrik Ibsen - création au Lucernaire le 7 décembre. Adaptation : Philippe Person
- 2017 : Le Dindon, de Georges Feydeau. Adaptation : Philippe Person
- 2019 : Le Paradoxe amoureux, de Pascal Bruckner, adapté par Philippe Honoré

## Acteur de théâtre
- 1984 : Gide 84, de Philippe Honoré, mise en scène Philippe Honoré.
- 1985 : Un amour inconnu, de Stefan Zweig, adapté et mis en scène par Philippe Honoré.
- 1986 : Le palais des claques, d’après Pascal Bruckner adapté et mis en scène par Philippe Honoré
- 1988 : Piaf - Cocteau, de et mis en scène par Stéphane Auvray–Nauvroy
- 1989 : Après la pluie, le beau temps, d’après La Comtesse de Ségur, mise en scène par Philippe Honoré
- 1992 : Gouttes dans l’Océan, de Rainer Werner Fassbinder, mise en scène Catherine Beau
- 1993 : Il est trop tard, de et mis en scène Stéphane Auvray–Nauvroy
- 2009 : Misérables, d'après Victor Hugo, (Valjean, Gilles Lenormand) mise en scène Philippe Person
- 2014 : Les Enfants du Paradis d'après Jacques Prévert, (Frédéric Lemaître, Le Marchant d'Habits) mise en scène Philippe Person
- 2015 : Le Journal d'une femme de chambre d'après Octave Mirbeau. (Mr Lanlaire / Joseph) mise en scène de Philippe Person
- 2016 : Une maison de poupée, de Henrik Ibsen, (Krogstad) adaptation et mise en scène Philippe Person.
- 2017 : Quadrille, de Sacha Guitry, mise en scène Florence Le Corre

## Filmographie  comme acteur
- 2005 :  La Pomme de Newton, téléfilm de Laurent Firode : l'homme invité
- 2005 : Quartier V.I.P., film de Laurent Firode : Compère 2
- 2004 : Moitié-moitié, téléfilm de Laurent Firode : André Lahaie
- 2000 : Le Battement d'ailes du papillon, film de Laurent Firode : l'homme pressé